# Kula (Bihács)
Kula falu Bosznia-Hercegovinában, Bihács községben, a Bosznia-hercegovinai Föderáció Una-Szanai kantonjában. 

## Fekvése
Bihácstól légvonalban 10, közúton 11 km-re északnyugatra, a horvát határ mellett és az izačići határátkelő közelében fekszik. 

## Népessége
| Nemzetiségi csoport | Népesség 1991 | Népesség 2013 |
| ------------------- | ------------- | ------------- |
| Szerb               | 32            | 0             |
| Bosnyák             | 496           | 328           |
| Horvát              | 2             | 2             |
| Jugoszláv           | 7             | 0             |
| Egyéb               | 0             | 35            |
| Összesen            | 537           | 365           |

## Története
Kula 1921-ig Izačić településrésze volt. 